# Rhyne Williams
Rhyne Williams (n. 22 de marzo de 1991) es un tenista profesional estadounidense. 

## Carrera
Su apodo es “Rhyno”. De una familia jugadora de tenis. Su madre, Michelle, jugó en la Universidad de Tennessee, y su padre, Bob, jugó en  Duke. Sus hermanas, Jennifer y Caitlin, jugaron tenis junior y ahora esta en la UT. Se convirtió en profesional en 2011 tras su segundo año en UT. Fue finalista en individuales de los NCAA en 2011 y ganó el campeonato Intercolegial Nacional USTA/ITA Indoor. Fue el primer jugador campeón de UT desde 1984. Durante sus dos años en la UT, fue llamado al ITA All-American durante dos años feu nombrado el SEC Freshman of the Year. Su ídolo de la juventud fue Roger Federer y su superficie favorita es la tierra batida.
Su clasificación más alta en el ranking individual fue el nº 114 alcanzado el 12 de agosto de 2013. Mientras que en la modalidad de dobles logró el puesto nº 141 el 15 de julio de 2013.
Ha ganado hasta el momento 3 títulos de la categoría ATP Challenger Series. Uno de ellos en individuales y los otros dos en dobles.

### 2012
En agosto de 2012, Williams se clasificó por primera vez a un Grand Slam en el US Open pero, al tocarle un duro cuadro, perdió en primera ronda ante su compatriota Andy Roddick (preclasificado N°20) por 3-6, 4-6, 4-6.

### 2013
Disputó la final del Torneo de Newport en el año 2013 junto a su compatriota Tim Smyczek perdiendo ante los franceses Nicolas Mahut y Édouard Roger-Vasselin en la final.
Ganó el título del Challenger de Dallas. Alcanzó su primera semifinales en el ATP World Tour en el Torneo de Houston (perdió ante el español Nicolás Almagro).
También ganó el Challenger de Tiburón en la modalidad de dobles junto a su compatriota Austin Krajicek como compañero. Vencieron en la final a la también dupla norteamericana formada por Bradley Klahn y Rajeev Ram por 6-4, 6-1.

## Títulos; 3 (1 + 2)
| Leyenda                        | Individuales | Dobles |
| ------------------------------ | ------------ | ------ |
| Grand Slam (tenis)\|Grand Slam | 0            | 0      |
| ATP World Tour Finals          | 0            | 0      |
| ATP World Tour Masters 1000    | 0            | 0      |
| ATP World Tour 500 Series      | 0            | 0      |
| ATP World Tour 250 Series      | 0            | 0      |
| ATP Challenger Series          | 1            | 2      |

### Individuales
| N.º | Fecha      | Torneo                 | Superficie | Oponentes en la final | Resultado |
| --- | ---------- | ---------------------- | ---------- | --------------------- | --------- |
| 1.  | 09.02.2013 | Challenger de Dallas-1 | Dura       | Robby Ginepri         | 7-5, 6-3  |

### Dobles

#### Títulos
| N.º | Fecha      | Torneo                   | Superficie | Pareja          | Oponentes en la final         | Resultado         |
| --- | ---------- | ------------------------ | ---------- | --------------- | ----------------------------- | ----------------- |
| 1.  | 04.02.2012 | Challenger de Sacramento | Dura       | Tennys Sandgren | Devin Britton Austin Krajicek | 4-6, 6-4, [12-10] |
| 2.  | 13.10.2013 | Challenger de Tiburón    | Dura       | Austin Krajicek | Bradley Klahn Rajeev Ram      | 6-4, 6-1          |

#### Finalista ATP
| N.º | Fecha      | Torneo            | Superficie | Pareja      | Oponentes en la final                | Resultado         |
| --- | ---------- | ----------------- | ---------- | ----------- | ------------------------------------ | ----------------- |
| 1.  | 15.07.2013 | Torneo de Newport | Hierba     | Tim Smyczek | Nicolas Mahut Édouard Roger-Vasselin | 7-64, 2-6, [5-10] |